# 大部孫太夫
大部 孫太夫（たいぶ まごだゆう、1901年1月2日 - 1997年8月22日）は、日本の経営者。太陽生命保険社長を務めた。兵庫県出身。

## 経歴
1925年に東京帝国大学経済学部を卒業し、同年に日華生命に入社。1948年11月に太陽生命専務に就任し、1962年4月に社長に就任。1978年4月に会長に就任。
1967年10月に藍綬褒章を受章し、1973年4月に勲四等瑞宝章を受章し、1988年4月に勲三等瑞宝章を受章した。
1997年8月22日心不全のために死去。96歳没。